# Відтирка
Відтирка (рос.оттирка, англ. mechanical removal of slime films from ore smalls; нім. mechanische Reinigung f des Kleinerzes von Schlammschichten f pl) — процес механічного видалення шламистих покриттів, плівок і примазок з поверхні зерен подрібненої або природно-дезінтегрованої руди.
Мета В. — підвищення ефективності збагачення корисних копалин.
В. проводять в контактних чанах, скруберах, млинах, стирачах і т. ін.
За операцією В. звичайно йде знешламлення в конусах, класифікаторах або гідроциклонах. У ряді випадків В. може бути інтенсифікована ультразвуковою або реагентною обробкою.